# Сейсмічність Північної Америки
Територія материку (континенту) Північна Америка — характеризується високою сейсмічністю. 
Головна сейсмоактивна зона Північної Америки тягнеться вздовж її Тихоокеанського узбережжя і пов'язана з конвергенцією Східно-Тихоокеанської і Північно-Американської літосферних плит вздовж сейсмофокальних зон Алеутського і Центральноамериканського жолобів, узбережжя Британської Колумбії, Вашингтона і Орегона, а також сейсмогенного трансформного розлому Сан-Андреас у Каліфорнії. 
Східніше в Кордильєрах, сейсмічна активність слабшає, але повністю не затухає. Винятком є зона, що простягається від естуарія р. Св. Лаврентія до дельти Міссісіпі, яка є зоною древнього і сучасного рифтоутворення. З нею були пов'язані серія інтенсивних і дуже сильних внутрішньоплатформних землетрусів в 1811—1812 роках. 
Згідно з сучасними науковими дослідженнями, Північна Америка все ще може здригатися від афтершоків великих землетрусів, які сталися на континенті понад століття тому. Зокрема, землетруси, що сталися в сейсмічній зоні Нового Мадрида в період з 1980 по 2016 рік, були афтершоками чотирьох великих землетрусів, що сталися в цьому районі в 1811 і 1812 роках і мали магнітуду від 7,2 до 8,0 балів. Якщо статистичні висновки, зроблені вченими, вірні, то це означає, що деякі сьогоднішні підземні поштовхи в Північній Америці були спричинені ще у 1800-х роках, після одних з найпотужніших землетрусів в історії континенту. Отримані дані натякають на можливість того, що в геологічно стабільних районах континентів, де немає значної тектонічної активності, деякі афтершоки землетрусів можуть тривати безперервно протягом десятиліть або навіть століть.